# Округ Мејкон (Мисури)
Округ Мејкон (енгл. Macon County) је округ у америчкој савезној држави Мисури.

## Демографија
По попису из 2010. године број становника је 15.566, што је 196 (-1,2%) становника мање него 2000. године.
| Група             | 2000.          | 2010.          |
| Белци             | 15.071 (95,6%) | 14.735 (94,7%) |
| Афроамериканци    | 349 (2,2%)     | 353 (2,3%)     |
| Азијати           | 25 (0,2%)      | 64 (0,4%)      |
| Хиспаноамериканци | 121 (0,8%)     | 150 (1,0%)     |
| Укупно            | 15.762         | 15.566         |